# نافورة العلمين
نافورة العلمين التذكارية  هي نافورة مدرجة في قائمة التراث ونصب تذكاري للحرب يقع في شارع ماكلي في منطقة كينجز كروس الداخلية في سيدني في منطقة الحكومة المحلية لمدينة سيدني في نيو ساوث ويلز، أستراليا. صمم من قبل المهندسين المعماريين الأستراليين روبرت وودوارد وفيل تارانتو كما استخدمتهما شركة الهندسة المعمارية وودوارد وودوارد. تم بناء النافورة من عام 1959 إلى عام 1961. تُعرف أيضًا باسم نافورة العلمين ومجموعة حدائق فيتزروي ونافورة كينجز كروس ونافورة كينجز كروس. تمت إضافته إلى سجل التراث لولاية نيو ساوث ويلز في 14 يناير 2011. تم إنشاء نافورة العلمين كنصب تذكاري للجنود الذين لقوا حتفهم في عام 1942 خلال الحرب العالمية الثانية في معركتين في العلمين، مصر.

## نصب تذكاري للحرب

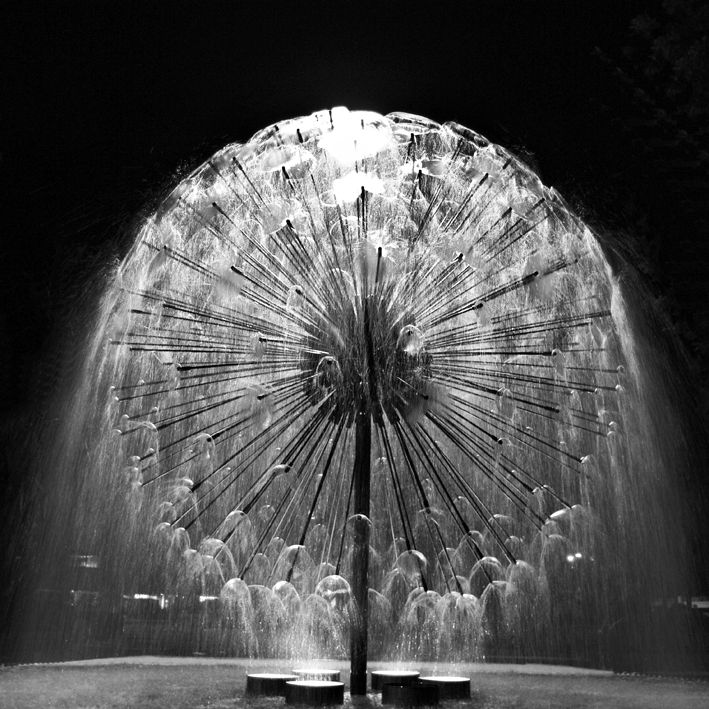
صورة ليلية لنافورة العلمين التذكارية

خاضت الفرقة التاسعة الأسترالية في معركتي العلمين الأولى (يوليو 1942) والثانية (نوفمبر 1942) خلال الحرب العالمية الثانية. كلاهما كان مهمًا لمسار الحرب. أوقفوا تقدم قوات المحور إلى مصر ودحروها، واعتبروا نقطة تحول في حملة الصحراء الغربية. تخلد نافورة العلمين في سيدني دور الجيش الأسترالي في حملة شمال إفريقيا بشكل عام، ومعركتي العلمين بشكل خاص.

### مسابقة نافورة العلمين التذكارية
فازت وودوارد وتارانتو بالجائزة الرئيسية البالغة 500 جنيهًا في عام 1959 في مسابقة نوافير مجلس المدينة. نظمت المسابقة من قبل لجنة نوافير سيدني، التي تأسست في سبتمبر 1958. كان الهدف هو وضع نوافير في الأماكن العامة في سيدني لتعزيز جمالها الطبيعي وإحياء ذكرى العائلات والأفراد والمنظمات. كانت لجنة التصاميم مسؤولة عن مسابقات تصميم النوافير في عدد من المواقع المختارة، مثل حدائق فيتزروي في كينغز كروس، مور بارك، جمارك هاوس سكوير، وماكواري بليس. قييمت المنافسة على نافورة حدائق فيتزروي من قبل لجنة من المهندسين المعماريين (ماكس كولارد، رئيس المعهد الملكي الأسترالي للمهندسين المعماريين (فرع نيو ساوث ويلز)، والبروفيسور ليزلي ويلكينسون)، والنحاتين (دوجلاس أناند)، ومجلس المدينة. 
كان موجز تصميم اللجنة الخاص بالنافورة هو: "لن تكلف النافورة أكثر من £ إسترليني. في حين أن النافورة لن تكون نصبًا تذكاريًا للحرب بالمعنى المقبول عمومًا، فمن المتوقع مع ذلك أن تصبح حدائق فيتزروي نقطة تجمع محلية في يوم أنزاك وستُعرف النافورة بأنها نافورة تذكارية للحرب ". بدأ هذا الارتباط بين المتنزه والنصب التذكاري للحرب في أكتوبر 1957 عندما اتصل فرع كينجز كروس الفرعي للبحارة والجنود والرابطة الإمبراطورية الأسترالية العائدين من المجلس بشأن إمكانية تغيير اسم الحديقة إلى حديقة العلمين. في ديسمبر 1958، قرر المجلس إجراء مسابقة عامة لتصميمات نافورة سيتم تقديمها في حدائق فيتزروي والتي قد تكون أيضًا بمنزلة نصب تذكاري.

### التصميم
وصف تصميم وودوارد الحداثي بشكل مختلف على أنه يشبه الشوك المنفوخ، أو الهندباء. التمثال مصنوع من البرونز مع أنابيب نحاسية. تجعل رؤوس الرش ذات الفتحات الصغيرة الرش على شكل كروي دقيقًا جدًا وحساسًا لحركة الهواء.  تقع النافورة على قاعدة سداسية الشكل، حيث تتدفق المياه إلى أسفل ثلاثة مستويات. يضيء في الليل.

#### استقبال النافورة منذ الانتهاء
استحوذ تقييم توم هيث للعلمين في عام 1962 على إثارة اللحظة:
فازت نافورة العلمين بالجائزة الافتتاحية للتصميم المدني لفصل المعهد الأسترالي للمهندسين المعماريين، نيو ساوث ويلز في عام 1964. أوضح وودوارد: لقد رشحناها لجوائز التصميم، لكنها لم تُعتبر هندسة معمارية ولذا لم تحصل على جائزة. ثم قام معهد نيو ساوث ويلز للمهندسين المعماريين بتقديم جائزة جديدة، جائزة التصميم المدني، بسبب نافورة العلمين. 
قال الحكام، في معرض تقديمهم للفصل الجديد في نيو ساوث ويلز من جائزة المعهد الأسترالي للمهندسين المعماريين التصميم المدني للمهندسين المعماريين وودوارد وتارانتينو ووالاس، "ينبوع من الجمال العظيم" عن نافورة العلمين الخلابة في كينغز كروس، سيدني. اعتبرت هيئة المحلفين أنه من الصعب أن يكون هناك متلقي أكثر ملاءمة لجائزة التصميم المدني الأولى هذه. 
جاء في مقال في المجلة الشعبية أسترالاسيان بوست عام 1967: 
نصت الهندسة المعمارية لفريلاند في أستراليا، 1967 على:
كتبت كارول هنتي للنشرة في عام 1978:
في مقابلة مع وودوارد في عام 1996، صرح المؤرخان المعماريان بول آلان جونسون وسوزان لورن جونسون، "يبدو أن الأستراليين قد أخذوا النافورة إلى قلوبهم حقًا. لا يبدو عادةً أن الأستراليين مفرطون في الحماس تجاه منحوتاتهم أو هندستهم المعمارية. أصبحت النافورة الآن رمزًا في أستراليا وتحظى بإعجاب عالمي. تمثل نافورة العلمين ابتكارًا تقنيًا مهمًا في تصميم النافورة، وقد تم تكرارها كثيرًا في جميع أنحاء العالم.

### الأثر الثقافي
حازت النافورة على جائزة وودوارد للتصميم المدني من معهد نيو ساوث ويلز للمهندسين المعماريين في عام 1964. على مر السنين، جعلها شكلها الأيقوني معلماً مشهوراً قلده بناة آخرون.

## وصف
هذه النافورة لها شكل يشبه الكرة الأرضية، ويبلغ قطرها 12 قدم 6 بوصات (3.81 م) ويتكون من 211 "سيقان" مرتبة شعاعيًا مثبتة على كرة معدنية مجوفة، توضع نفسها فوق عمود من الأنابيب النحاسية بطول 10 قدم (3.05 م) وقطرها 4 بوصات (10 سم). الكرة الأرضية المركزية مصنوعة من النحاس المصبوب برونز في الواقع، وفقًا لـ CMP ويبلغ قطرها 46 سم. كل ساق تتكون من أنبوب 1.5 بوصة 2 سم عند القاعدة وتقل إلى 0.5 بوصة 0.8 سم في النهاية الخارجية. تم تركيب فوهة مصممة خصيصًا لكل من هذه الأطراف. توجد ثلاث برك مدرجة مصنوعة من الخرسانة ومغطاة ببلاط زجاجي من الفسيفساء الأبيض. تواجه المواجهة الخارجية مع الكوارتزيت وتتكون مجاري البركتين العلويتين من أسنان برونزية. يتم ضخ المياه من خلال خط المصفاة - بمعدل 500 جالون (2،270 لتر) في الدقيقة وضغط 22 رطل 10 كجم لكل بوصة مربعة - حتى الكرة المركزية حيث تظهر من كل فوهة من الفوهات 211 بحجم 18 بوصة 45 سم قرص ماء. تندمج أقراص الماء هذه وتخلق انطباعًا بوجود شوك شوك ضخم أو الهندباء. تسقط المياه من الفتحات أولاً إلى البركة العلوية ثم تجري بين دبابيس مجرى تصريف المياه من حمام السباحة إلى البركة. من خلال تسعة منافذ ثقب المجد وأنابيب تحت الأرض، تعود المياه إلى سلال الفرز وتعود إلى الخزانات حتى تتمكن من الدوران مرة أخرى. تعوض ثقوب المجد تقريبًا تمامًا عن الانخفاض المتتالي في طول السد من بركة إلى أخرى. كل ثقب مجد يستنزف ما يعادل ~ 32 حوض. هذا يعني أن السدود التي تستنزف البرك وجميع فتحات المجد التسعة لها تدفق متماثل.
تقع النافورة فوق الحوض لعلوي لسلسلة من أربعة برك، بين رصف مرصوف بالحصى بالقرب من الحافة الجنوبية الغربية لحدائق فيتزروي. نظرًا لأن الأرض تنحدر بلطف باتجاه الشرق، فإن تصميمها يستجيب للموقع، مع وجود برك متتالية أسفل هذا المنحدر باتجاه الشرق. البركة العلوية التي تم تركيب جهاز النافورة فيها سداسية الشكل. تعكس الأحواض السفلية هذا الشكل ولكنها أكبر وذات أبعاد موسعة. سلسلة من دعامات مجاري التصريف من البرونز مباشرة لأسفل من حوض إلى حوض من خلال سلسلة دقيقة من "الأسنان" التي تصدر ضوضاء دقيقة للغاية، مما يساعد على تقليل ضجيج حركة المرور.

### صفائح
تحت الأرض إلى الشمال الشرقي مباشرة توجد غرفة ضخ النافورة، والتي تضم آلياتها التشغيلية. يوجد أيضًا إلى الشمال الشرقي من النافورة قاعدة ذات لوحتين نصها:
أقيمت نافورة العلمين التذكارية هذه النافورة تخليداً لذكرى صكوك القسم التاسع، القوات الإمبريالية الأسترالية في الحرب العالمية الثانية من قبل مجلس مدينة سيدني وتم وضعها في عملية من قبل صاحب الشرف العظيم. جنسن أون 18.11.61 كاتب مدينة إي دبليو آدامز "
"تم تصميم هذه النافورة وشُيدت تحت إشراف معماريي وودوورد وتارانتو"
تم تصنيع رأس النافورة الكامل فوق خط الماء والسيقان في الأصل بواسطة إريك إل ويليامز تحت إشراف روبرت وودوارد.

### تركيب الإضاءة
في الليل، تعطي هذه النافورة المضاءة انطباعًا بانفجار الألعاب النارية. ينبعث الضوء من ستة مصابيح عاكسة بقوة 500 واط، مثبتة تحت مستوى الماء في الحوض العلوي. توضع هذه المصابيح حول أنبوب التوصيل الرئيسي، في دائرة يبلغ قطرها حوالي 1.20 متر. كل مصباح مثبت في أسطوانة معدنية بغطاء زجاجي شفاف من نوع Pyrex وحلقة تدريع معدنية مغزولة بلون برونزي والتي تبرز عدة بوصات فوق مستوى الماء. لأغراض الصيانة، يمكن الوصول إلى الأسطوانات من غرفة المعدات أسفل الحوض المركزي. تضم هذه الغرفة محركًا كهربائيًا بقوة 25 حصانًا ومضخة مقاس 3 بوصات ومصفاة مقاس 3 بوصات ولوحات مفاتيح ومجموعة من ثلاث سلال غربلة من الفولاذ المقاوم للصدأ. يوجد أسفل الأرضية خزان خرساني سعته 3000 جالون (حوالي 13 متر مكعب. م.). يمكن التحكم في تشغيل النافورة بواسطة مفتاح زمني.

## نوافير مماثلة

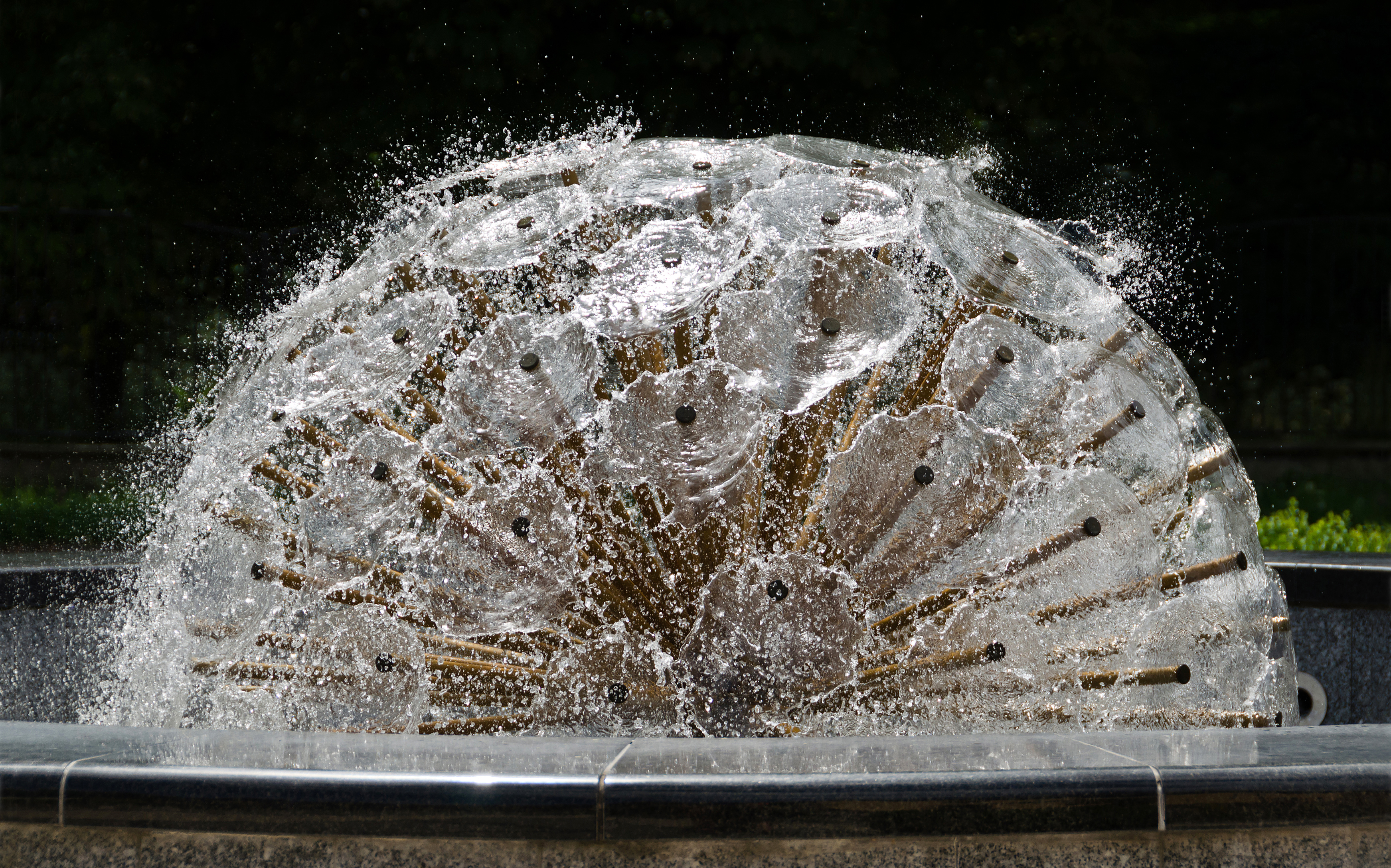
نافورة مماثلة في شتشيتنا، بولندا (2014)